# Wasmes-Audemez-Briffœil
Wasmes-Audemez-Briffœil, Wasmes-Audemetz-Briffœil – dzielnica (section) miasta Péruwelz w Belgii, w Regionie Walońskim, w prowincji Hainaut, w okręgu Tournai-Mouscron. 1 stycznia 2020 roku liczyła 461 mieszkańców. Do 31 grudnia 1976 r. samodzielna gmina. 

## Demografia
Liczba mieszkańców, stan na 1 stycznia:
| Rok                | 1930 | 1947 | 1961 | 2020 |
| ------------------ | ---- | ---- | ---- | ---- |
| Liczba mieszkańców | 649  | 595  | 510  | 461  |